# Liseanșciîna, Horol
Liseanșciîna (în ucraineană Лісянщина) este un sat în comuna Ștompelivka din raionul Horol, regiunea Poltava, Ucraina.

## Demografie
Componența lingvistică a localității Liseanșciîna
     Ucraineană (97,6%)
     Rusă (1,8%)
     Alte limbi (0,6%)
Conform recensământului din 2001, majoritatea populației localității Liseanșciîna era vorbitoare de ucraineană (97,6%), existând în minoritate și vorbitori de rusă (1,8%).